# Kunnersdorf (Schöpstal)
Kunnersdorf ist ein Ortsteil der Gemeinde Schöpstal im Landkreis Görlitz in Sachsen. Kunnersdorf zählt 717 Einwohner, seine Fläche beträgt 8,44 km².

## Lage und Erreichbarkeit
Kunnersdorf liegt ca. 2 km nördlich der Gemeinde Schöpstal und ist über die Staatsstraße S125 zu erreichen.

## Orts- und Gutsgeschichte
Als Siedlung erstmals 1309 als Conradesdorph erwähnt. Im 18. Jahrhundert sind 20 besessene(r) Männer, 18 Gärtner und 36 Häusler nachgewiesen. Kunnersdorf lag im alten Landkreis Görlitz, der zu Schlesien gehörte.
Im Ort entwickelte sich ein Großgrundbesitz. Die Eigentümer wechselten mehrfach. Die letzten Gutsherren stellte die briefadelige Familie von Stockhausen, die aus Westfalen stammte und dort auch ihre Hauptgüter innehatte. Sie waren Nachfahren von Juristen. Vertreter waren der Regierungsrat Hugo von Stockhausen (1839–1907) und seine Ehefrau Mathilde von Clavé-Bouhaben (1852–1924). Mathilde von Stockhausen war selbst Gutsbesitzerin in Gastendonk am Rhein. Das Rittergut Kunnersdorf mit 247 ha, davon 29 ha Forsten, war damals verpachtet an Otto Wittig. Ihnen folgte die beiden Töchter als gemeinsame Inhaberinnen. Tochter Itta von Stockhausen (1874–1945), war verheiratet mit dem Generalmajor Freiherr Fritz von Wrangel (1863–1945), der vor Ort als Verwalter agierte und zuweilen selbst als Gutsherr in der Literatur benannt wurde. Tochter Elsa von Stockhausen war zuerst mit dem Offizier Georg Graf Rittberg-Stangenberg (1859–1939) verheiratet und dann mit dem Rittmeister Freiherr Joachim von Eckardstein-Reichwalde (1869–1938). Mit Folgen des Krieges und der Bodenreform in der SBZ wurde der Gutsbesitz enteignet.
Am 1. Juli 1950 wurde die bis dahin eigenständige Gemeinde Liebstein eingegliedert.

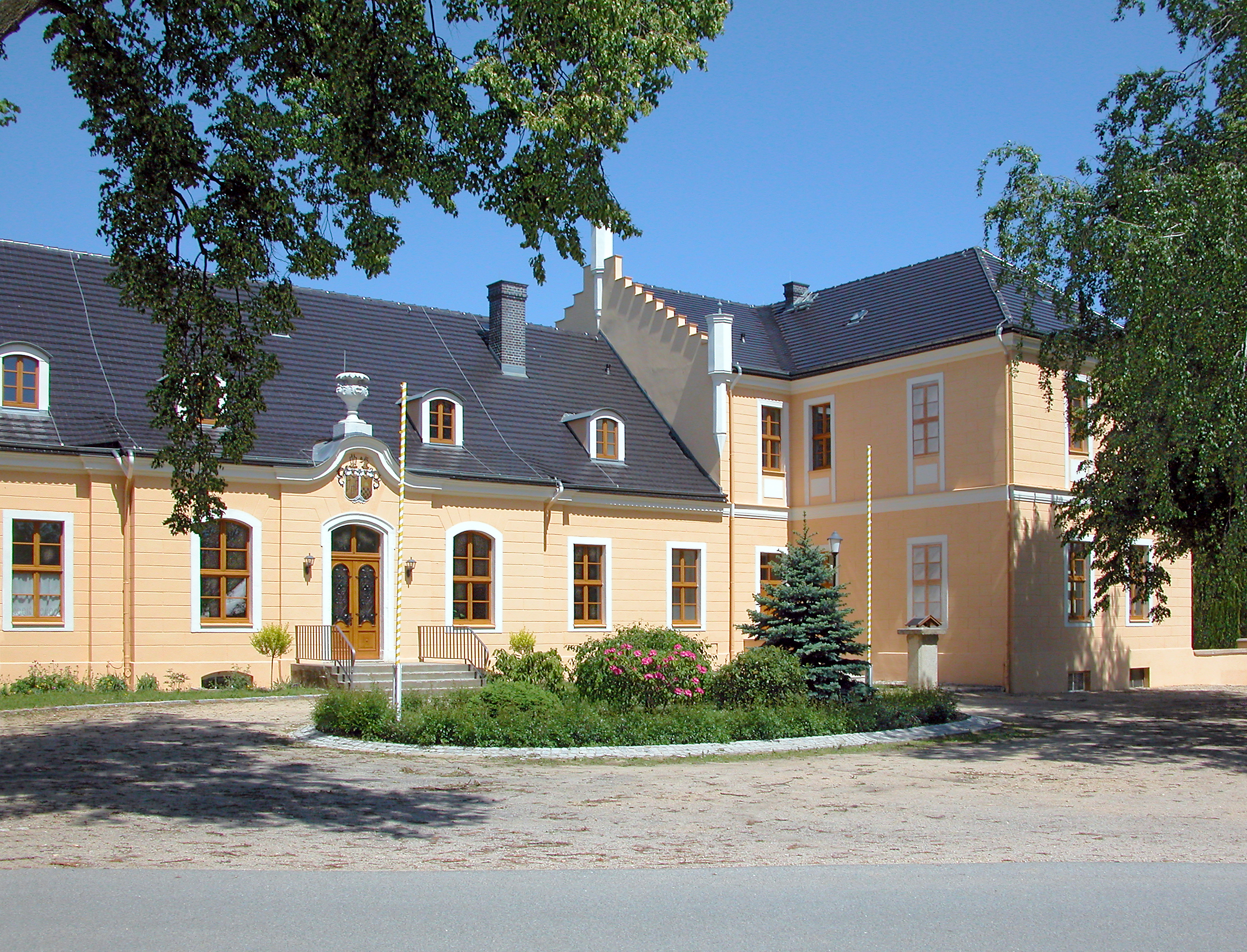
Neues Schloss Kunnersdorf
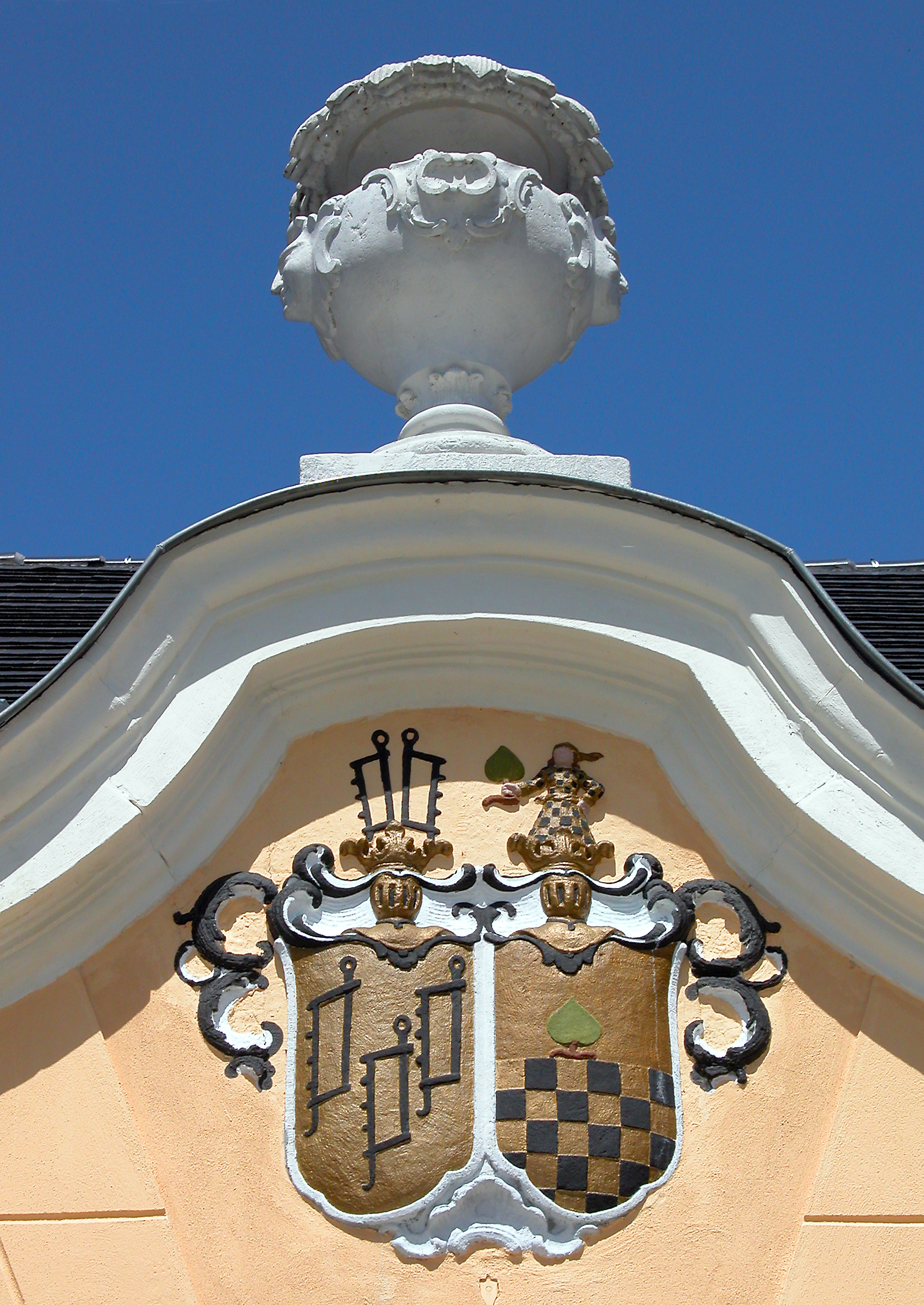
Neues Schloss Kunnersdorf. Allianzwappen
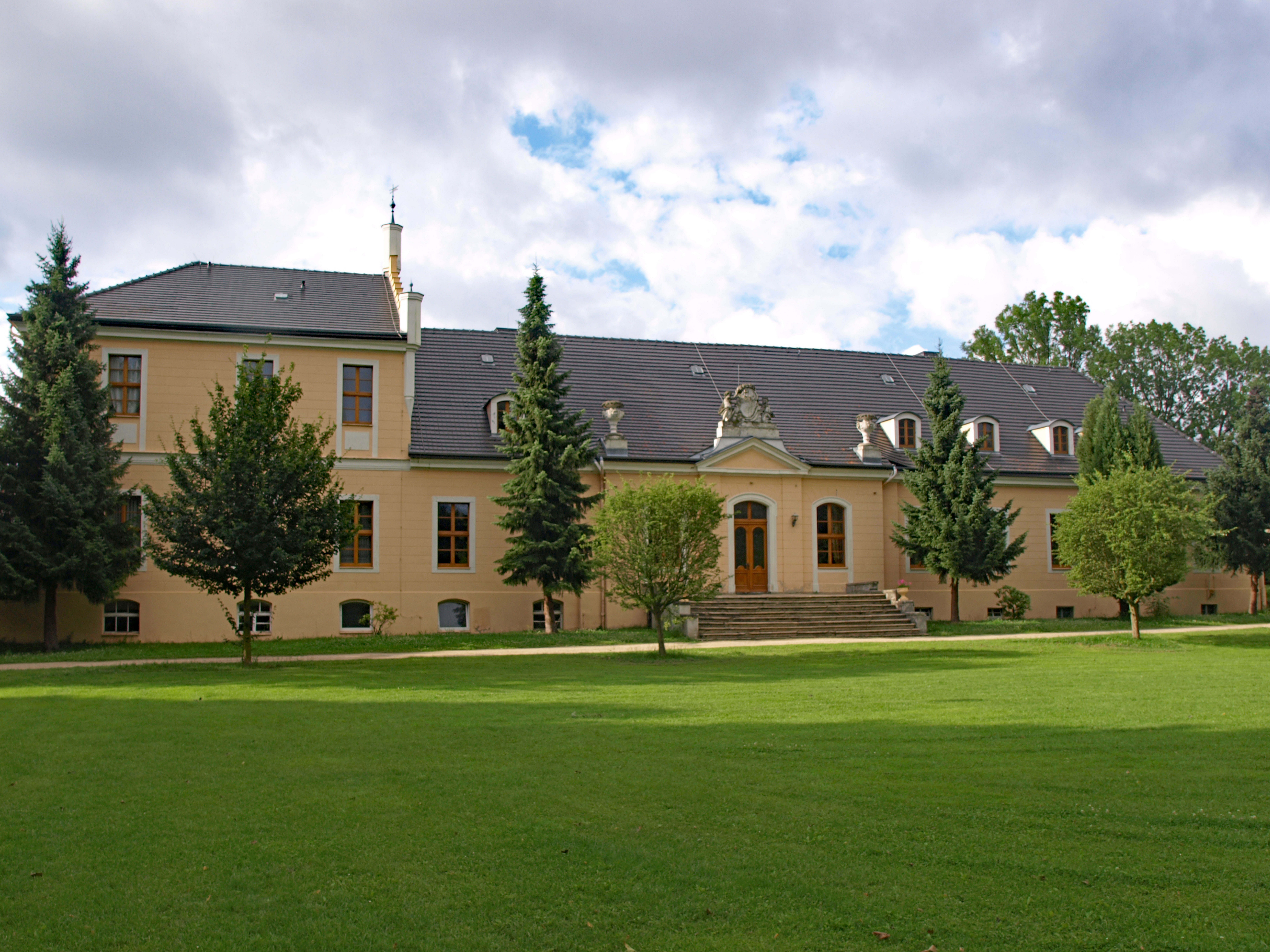
Neues Schloss Kunnersdorf. Parkseite

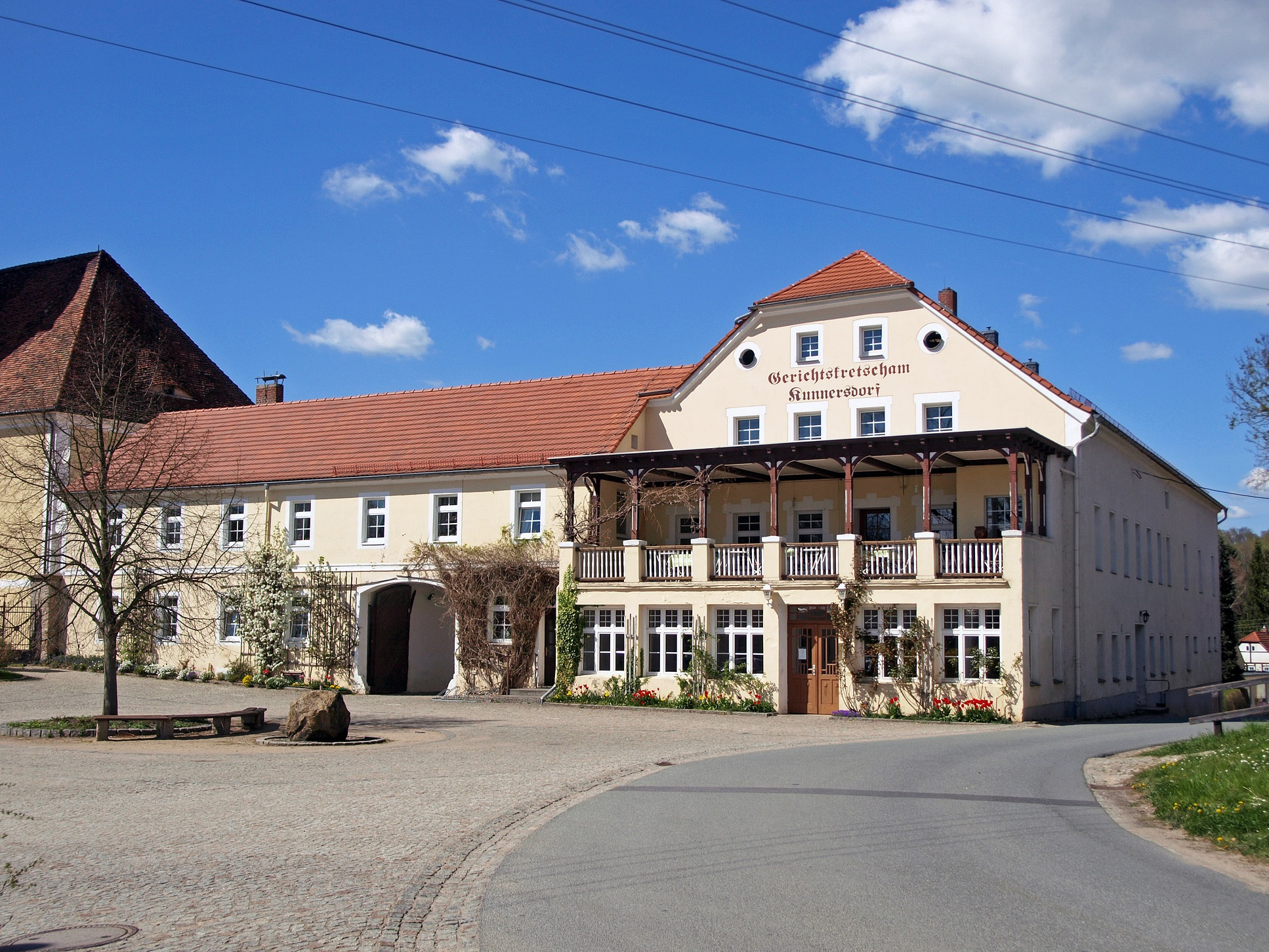
Gerichtskretscham in Kunnersdorf

Im Jahr 1895 gab es zahlreiche wirtschaftliche Betriebe im Pfarrdorf Kunnersdorf mit seinen 795 Einwohnern: 1 Gasthof d. Gust. Preuss; zwei Bäcker mit Emil Deutschmann und Carl Schulze; den Böttcher Gottl. Kiesling; einen Pumpen- und Brunnenmacher; den Fleischer Robert Heidrich, mehrere kleinere Gutsbesitzer, eine Kalkbrennerei in Betreibung der Familien von Stockhausen und Schneider Jul. Hirche, zwei Korbmacher, mehrere Mühlen, einen Sattler, zwei Schmieden, Schneider; Schuhmacher, Kolonialwarengeschäft; einen Steinbruch-Betrieb, Stellmacherei sowie mehrere Tischlereien etc.

### Einwohnerentwicklung
| Jahr | Einwohner |
| ---- | --------- |
| 1777 | 635       |
| 1871 | 826       |
| 1885 | 725       |
| 1925 | 712       |
| 1939 | 663       |
| 1946 | 897       |

| Jahr | Einwohner |
| ---- | --------- |
| 1950 | 1 245     |
| 1964 | 1 051     |
| 1990 | 713       |